# Kondominium (architektura)
Kondominium – w architekturze zespół mieszkaniowy złożony najczęściej z własnościowych budynków jednorodzinnych. Zbudowany na terenie stanowiącym współwłasność mieszkańców, bądź posiadający wspólne urządzenia (np. garaże, dojazd w postaci drogi prywatnej). Często stanowi osiedle strzeżone. Także budynek mieszkalny wielorodzinny, apartamentowiec lub wieżowiec, w którym każde z mieszkań lub apartamentów stanowi własność ich mieszkańców. Termin stosowany jest przede wszystkim w krajach anglosaskich, w Polsce pojawia się coraz częściej w nazwach osiedli.